# Condado de Austur-Skaftafellssýsla
Austur-Skaftafellssýsla es uno de los veintitrés condados de Islandia, ubicándose al sudeste del país. Se compone a su vez del municipio de Hornafjörður. El poblado más habitado es Brunnhólskirkja con 156 habitantes, mientras que con cuatro habitantes menos lo sigue Bjarnanes.

## Demografía
Su territorio abarca una superficie de unos 3.041 kilómetros cuadrados. La población, en tanto, se eleva al número de los 2.089 habitantes. La densidad poblacional es de 0,33 pobladores por cada kilómetro cuadrado.

### Municipios
El condado de Austur-Skaftafellssýsla se compone de un solo municipio:
- Hornafjörður

### Localidades
Austur-Skaftafellssýsla se compone de las siguientes localidades:
| Localidad        | Altura (m s. n. m.) | Población (2004) |
| ---------------- | ------------------- | ---------------- |
| Bær              | 3,9                 | 5                |
| Bjarnanes        | 16,7                | 152              |
| Borgarhöfn       | 0,9                 | 10               |
| Brunnhólskirkja  | 9,7                 | 156              |
| Höfn             | 0                   | 24               |
| Kálfafellsstaður | 16,7                | 12               |
| Knappavellir     | 20,7                | 16               |
| Sandfell         | 93                  | 17               |
| Skaftafell       | 94                  | 18               |
| Stafafell        | 27,7                | 5                |
| Svínafell        | 394,7               | 16               |